# Teenage Depression
Teenage Depression foi o primeiro álbum gravado pela banda de pub rock Eddie and the Hot Rods em 1976. O álbum contém 3 músicas cover, "The Kids are Alright" do The Who,"Show Me" de Joe Tex e "Shake" de Sam Cooke. No ano 2000 foi relançado em CD com 12 faixas adicionais que contém uma outra cover, "96 tears" da banda "? & the Mysterians", "Gloria" do "Them" e "Satisfaction" do Rolling Stones.
Este álbum é considerado por muitos como um elo entre o pub rock e o punk por causa de suas músicas rápídas e batida forte de R&B mostrando a mesma atitude de bandas punk da época.

## Faixas
1. "Get Across To You" - 2:48
2. "Why Can't It Be?" - 2:33
3. "Show Me" - 2:03
4. "All I Need Is Money" - 2:21
5. "Double Chekin' Woman" - 2:29
6. "The Kids Are Alright" - 2:40
7. "Teenage Depression" - 2:59
8. "Horseplay (Wearier On The Schmaltz)" - 2:22
9. "Been So Long" - 3:22
10. "Shake" - 1:30
11. "On The Run" - 6:26

## Faixas bônus no relançamento
1. "Writing on the Wall"
2. "Crusin (In the Lincoln)"
3. "Wooly"
4. "Horseplay" (versão single)
5. "96 Tears" (ao vivo)
6. "Get Out of Denver" (ao vivo)
7. "Medley: Gloria/Satisfaction" (ao vivo)
8. "On the Run" (ao vivo)
9. "Hard Drivin Man" (ao vivo)
10. "Horseplay" (ao vivo)
11. "Double Checkin Woman" (ao vivo)
12. "All I Need Is Money" (ao vivo)

## Créditos
- Barrie Masters - Vocal
- Paul Gray - Baixo, Backing Vocal
- Steve Nicol - Bateria, Backing Vocal
- Dave Higgs - Guitarra, Backing Vocal, Piano em "Horseplay (Wearier On The Schmaltz)"

- Este artigo foi inicialmente traduzido, total ou parcialmente, do artigo da Wikipédia em inglês cujo título é «Teenage Depression (Eddie And The Hot Rods Album)».